# بيتا أحمر
البيتا الأحمر (الاسم العلمي: Erythropitta) هي جنس من الطيور تتبع فصيلة طيور البيتا من رتبة العصفوريات.

## أنواع البيتا الأحمر
- بيتا أحمر البطن
- بيتا أزرق الخطوط
- بيتا مشورب
- بيتا رشيق
- بيتا عقيقي
- بيتا أسود الرأس